# Grand le Pierre
Grand le Pierre es un pueblo canadiense situado en la provincia de Terranova y Labrador.

## Superficie
Grand le Pierre tiene una superficie de 142,81 km².

## Demografía
En 2021, tenía 176 habitantes, una densidad poblacional de 1,2 hab./km², y 98 viviendas.